# 樽岸站
樽岸站（日语：／ Tarukishi eki */?）是位於北海道壽都郡壽都町，壽都鐵道的鐵路車站（廢站）。

## 歷史
- 1920年（大正9年）10月24日 - 車站啟用[1]。
- 1968年（昭和43年）8月14日 - 車站暫停營業[2]。
- 1972年（昭和47年）5月11日 - 隨著壽都鐵道廢線，此站也被廢除。

## 車站周邊
車站遺址保留了一座站舍，該站舍被用作農業小屋。
- 二世古巴士樽岸停留所
- 國道229號（日语：国道229号）
- 樽岸簡易郵局
- 壽都灣（日语：寿都湾）
- 朱太川

## 相鄰車站
壽都鐵道
湯別－樽岸－壽都

## 注腳
1. ↑  《官報》 1920年10月28日　鉄道省彙報「地方鉄道運転開始」 （页面存档备份，存于）（國立國會圖書館數碼化收藏）
2. ↑  寿都鉄道元社員の語る秘話 - 南後志をたずねて（日語）
3. ↑  寿都鉄道の廃線を歩く（日語）

## 相關項目
- 日本鐵路車站列表 Ta